# Liste mineralischer Schmuck- und Edelsteine
Die folgende Liste mineralischer Schmucksteine soll einen Überblick über die Zusammensetzung und einige Eigenschaften bedeutender Schmucksteine bieten. Die nebenstehenden Bildbeispiele dienen zur Verdeutlichung von Farbvariationen und möglicher Verwechslungsgefahr.

## Farblose bis weiße Schmucksteine
| Name         | Mineralart / Varietät von           | Mohshärte | Dichte (g/cm³) | Kristallsystem     | Bild                                                                                                |
| ------------ | ----------------------------------- | --------- | -------------- | ------------------ | --------------------------------------------------------------------------------------------------- |
| Albit        | Feldspat                            | 6 bis 6,5 | 2,60 bis 2,65  | triklin            | - farblos - weiß                                                                                    |
| Bergkristall | Quarz                               | 7         | 2,65           | trigonal           | - farblos bis weiß - „Herkimer Diamant“ - facettiert - Schale                                       |
| Beryllonit   | Natrium-Beryllium-Phosphat          | 5,5 bis 6 | 2,80 bis 2,87  | monoklin           | - farblos - weiß                                                                                    |
| Diamant      | Kohlenstoff                         | 10        | 3,52           | kubisch            | - farblose, verschieden geformte Rohsteine - Brillanten - Tropfen, facettiert - Achteck, facettiert |
| Goshenit     | Beryll                              | 7,5 bis 8 | 2,63 bis 2,97  | hexagonal          | - farbloser Kristall in weißem Albit - Tropfen, facettiert                                          |
| Hambergit    | Berylliumborat                      | 7,5       | 2,35 bis 2,37  | orthorhombisch     | - farblos - weiß                                                                                    |
| Leucit       | Kali-Tonerde-Silikat, Weißer Granat | 5,5 bis 6 | 2,45 bis 2,50  | kubisch/tetragonal | - weiß                                                                                              |
| Petalit      | Lithium-Aluminium-Silikat           | 6 bis 6,5 | 2,4            | monoklin           | - farblos - weiß - hellrosa (selten)                                                                |
| Phenakit     | Berylliumsilikat                    | 7,5 bis 8 | 2,93 bis 3     | trigonal           | - farblos - schwach champagnerfarben - braun (selten)                                               |

## Rosa bis rote Schmucksteine
| Name                  | Mineralart / Varietät von           | Mohshärte      | Dichte (g/cm³) | Kristallsystem | Bild |
| --------------------- | ----------------------------------- | -------------- | -------------- | -------------- | --- |
| Hackmanit             | Sodalith                            | 5,5 bis 6      | 2,14 bis 2,40  | kubisch        | - rotviolett - hellrosa und violetter Cabochon |
| Morganit              | Beryll                              | 7,5 bis 8      | 2,63 bis 2,97  | hexagonal      | - hellrosa - dunkelrosa - Tropfen, facettiert |
| Piemontit             | Calcium-Mangan-Aluminium-Silikat    | 6 bis 6,5      | 3,46 bis 3,54  | monoklin       | - hellrosa - rosenrot |
| Rhodochrosit          | Mangancarbonat                      | 3,5 bis 4,5    | 3,3 bis 3,6    | trigonal       | - rosa - rosenrot - gebändert - Oval, facettiert - Trommelstein                                                                                        |
| Rhodonit              | Mangansilikat                       | 5,5 bis 6,5    | 3,57 bis 3,76  | triklin        | - hellrosa - rosenrot - durch Matrix marmoriert, Rohstein und Eiform (Glattschliff) - Cabochon und verschiedene Tafelschliffe                          |
| Rosaquarz, Rosenquarz | Quarz                               | 7              | 2,65           | trigonal       | - hellrosa Rosaquarz (durchsichtig, makrokristallin) - dunkelrosa Rosaquarz - Rosenquarz (undurchsichtig, derb) - Freiform, facettiert - Trommelsteine |
| Roter Beryll          | Beryll                              | 7,5 bis 8      | 2,63 bis 2,97  | hexagonal      | - rot - rotviolett |
| Rubin                 | Korund                              | 9              | 3,97 bis 4,05  | trigonal       | - dunkelroter Rohstein - Oval, facettiert |
| Thulit                | Zoisit                              | 6 bis 7        | 3,15 bis 3,36  | orthorhombisch | - rosenrot |
| Tugtupit              | Natrium-Beryllium-Aluminium-Silikat | 4 oder 5 bis 6 | 2,36           | tetragonal     | - rosa |

## Gelbe bis orange Schmucksteine
| Name                                           | Mineralart / Varietät von | Mohshärte   | Dichte (g/cm³) | Kristallsystem                | Bild |
| ---------------------------------------------- | ------------------------- | ----------- | -------------- | ----------------------------- | --- |
| Bernstein                                      | fossiles Harz             | 2 bis 2,5   | 1,05 bis 1,096 | amorph                        | - gelbe bis orange Rohsteine - Trommelstein-Ketten - Herz und Cabochon mit Einschlüssen                                 |
| Citrin                                         | Quarz                     | 7           | 2,65           | trigonal                      | - gelber Rohstein - Oval, facettiert                                                                                    |
| Feueropal                                      | Opal                      | 5,5 bis 6,5 | 2,0 bis 2,2    | röntgenamorph/lichtkristallin | - hellgelb bis fast farblos - orange - Oval, facettiert                                                                 |
| Goldberyll, Heliodor                           | Beryll                    | 7,5 bis 8   | 2,63 bis 2,97  | hexagonal                     | - blassgelb - Honiggelb - Oval, facettiert                                                                              |
| Pyrit (oft fälschlich als Markasit bezeichnet) | Eisensulfid               | 6 bis 6,5   | 4,95 bis 5,2   | kubisch                       | - Glatte Würfel - „Pyritsonne“ - Anhänger aus unbearbeitetem, gestreiftem Pyrit - Verschiedene „Markasit“-Schmuckstücke |

## Grüne bis blaugrüne Schmucksteine
| Name                      | Mineralart / Varietät von  | Mohshärte | Dichte (g/cm³) | Kristallsystem | Bild |
| ------------------------- | -------------------------- | --------- | -------------- | -------------- | --- |
| Amazonit                  | Mikroklin                  | 6 bis 6,5 | 2,56 bis 2,58  | triklin        | - blaugrün - Meergrün, gestreift - Grasgrün - Verschiedene Tafelschliffe                                |
| Aventurin-Quarz           | Quarz                      | 7         | 2,6            | trigonal       | - hellgrün, Rohstein - roh, Trommelstein, Cabochon - Trommelsteine                                      |
| Brasilianit               | Natrium-Aluminium-Phosphat | 5,5       | 2,98           | monoklin       | - dunkelgrün - hellgrün - grünlichgelb                                                                  |
| Chrysokoll                | Kupfersilikat              | 2 bis 4   | 1,93 bis 2,4   | orthorhombisch | - grünlich - blaugrün - Sphäroidischer Chrysokoll mit Malachit                                          |
| Chrysopras                | Chalcedon, Quarz           | 6,5 bis 7 | 2,58 bis 2,64  | trigonal       | - hellgrün - dunkelgrün - durch Matrix marmoriert, Trommelstein - Schmuckkästchen                       |
| Dioptas                   | Kupfersilikat              | 5         | 3,28 bis 3,35  | trigonal       | - blaugrün - hellgrün - dunkelgrün - Achteck, facettiert                                                |
| Jadeit / Jade             | Natrium-Aluminium-Silikat  | 6 bis 6,5 | 3,2 bis 3,4    | monoklin       | - blassgrün - hell- und dunkelgrün gefleckt - Halskette                                                 |
| Malachit                  | Kupfercarbonat             | 3,5 bis 4 | 3,6 bis 4,05   | monoklin       | - nierig-knollig - faserig - aufgeschnittene und polierte Knolle - Vase                                 |
| Peridot (auch Chrysolith) | Olivingruppe               | 6,5 bis 7 | 3,2 bis 4,4    | orthorhombisch | - hellgrün - dunkelgrün - Achteck, facettiert - Oval und Tropfen, facettiert                            |
| Smaragd                   | Beryll                     | 7,5 bis 8 | 2,63 bis 2,97  | hexagonal      | - hellgrün - dunkelgrün - Trapiche-Smaragd - Smaragdschliff                                             |
| Türkis                    | Kupfer-Aluminium-Phosphat  | 5 bis 6   | 2,6 bis 2,9    | triklin        | - blaugrüner Rohstein - verschiedene Rohsteine und Cabochons - Verschiedene Ketten in grün bis blaugrün |
| Zoisit                    | Calcium-Aluminium-Silikat  | 6 bis 7   | 3,15 bis 3,36  | orthorhombisch | - blaugrün - hellgrün                                                                                   |

## Blaue bis violette Schmucksteine
| Name        | Mineralart / Varietät von                             | Mohshärte | Dichte (g/cm³) | Kristallsystem | Bild |
| ----------- | ----------------------------------------------------- | --------- | -------------- | -------------- | --- |
| Azurit      | Kupfercarbonat                                        | 3,5 bis 4 | 3,7 bis 3,9    | monoklin       | - durchscheinend blau - undurchsichtig blau - gebändert mit Malachit - Freischliff, glatt                                                                |
| Aquamarin   | Beryll                                                | 7,5 bis 8 | 2,63 bis 2,97  | hexagonal      | - hellblau - grünlichblau - dunkelblau - Tropfen, facettiert - Achteck, facettiert                                                                       |
| Amethyst    | Quarz                                                 | 7         | 2,65           | trigonal       | - hellviolett - dunkelviolett - Scherenschliff - Antikschliff                                                                                            |
| Angelit     | Anhydrit                                              | 3 bis 3,5 | 2,95 bis 2,98  | orthorhombisch | - graublau gewolkter Angelit-Rohstein - Angelit-Trommelstein                                                                                             |
| Benitoit    | Barium-Titan-Silikat                                  | 6 bis 6,5 | 3,65           | hexagonal      | - hellblau - tiefblau - schwarzblau |
| Cordierit   | Magnesium-Aluminium-Silikat                           | 7 bis 7,5 | 2,60 bis 2,66  | orthorhombisch | - blau - Iolith (mit rötlichen Hämatit- oder Goethiteinschlüssen) - Cordierit/Iolith im Brillantschliff - Oval, facettiert mit auffälligem Pleochroismus |
| Dumortierit | Aluminium-Borosilikat                                 | 7 bis 8,5 | 3,21 bis 3,41  | orthorhombisch | - blau - violett |
| Haüyn       | Natrium-Calcium-Alumosilikat                          | 5,5 bis 6 | 2,44 bis 2,50  | kubisch        | - Rohstein - Brillantschliff |
| Lapislazuli | Mineralgemisch (vorwiegend Lasurit, Pyrit und Calcit) | 5 bis 6   | 2,50 bis 3,0   | –              | - Rohstein - Cabochon - Giuseppe Cesari Perseus rettet Andromeda; Öl auf Lapislazuli                                                                     |
| Sodalith    | Natrium-Chlor-Aluminium-Silikat                       | 5,5 bis 6 | 2,14 bis 2,40  | kubisch        | - Rohsteine - facettiert - Flusspferd |
| Tansanit    | Zoisit                                                | 6 bis 7   | 3,15 bis 3,36  | orthorhombisch | - farblos bis hellviolett - dunkelviolett bis blau durch Pleochroismus - oval facettiert                                                                 |

## Braune und graue bis schwarze Schmucksteine
| Name        | Mineralart / Varietät von                | Mohshärte   | Dichte (g/cm³) | Kristallsystem | Bild |
| ----------- | ---------------------------------------- | ----------- | -------------- | -------------- | --- |
| Andalusit   | Aluminium-Silikat                        | 6,5 bis 7,5 | 3,13 bis 3,16  | orthorhombisch | - bräunlicher Rohstein - Chiastolith - Chrysanthemenstein - Schmucksteinkollektion im Brillantschliff |
| Axinit      | Calcium-Eisen/Magnesium//Mangan-Silikate | 6 bis 7     | 3,26 bis 3,36  | triklin        | - dunkelbraun - rotbraun - blassbraun |
| Gagat (Jet) | bituminöse, polierfähige Kohle           | 2,5 bis 4   | 1,19 bis 1,35  | –              | - dunkelgrau - schwarz - Brosche mit Kamee und Cabochonen |
| Hämatit     | Eisenoxid                                | 5,5 bis 6,5 | 5,12 bis 5,3   | trigonal       | - dunkelgrauer, silbrig glänzender Kristall - dunkelgraues, nieriges Aggregat - Intaglio - stilisierter Bär |
| Kassiterit  | Zinnoxid                                 | 6 bis 7     | 6,98 bis 7,01  | tetragonal     | - braun-schwarz - rötlichbrauner bis schwarz - kaffee- bis rauchfarben |
| Obsidian    | vulkanisches Gesteinsglas                | 5 bis 5,5   | 2,35 bis 2,60  | amorph         | - schwarz - „Mahagoni-Obsidian“ (braun mit schwarzen oder schwarz mit braunen Flecken) - „Regenbogen-Obsidian“ (schwarz mit farbigen Reflexzonen) - mit eingelagertem Cristobalit („Schneeflocken-Obsidian“) - stilisiertes Hausschwein aus „Schneeflocken-Obsidian“ |
| Rauchquarz  | Quarz                                    | 7           | 2,65           | trigonal       | - hell graubraun - Morion (schwarz) - Achtkant, facettiert (Smaragdschliff) |

## Mehrfarbige Schmucksteine
| Name                              | Mineralart / Varietät von                                                      | Mohshärte   | Dichte (g/cm³) | Kristallsystem | Bild |
| --------------------------------- | ------------------------------------------------------------------------------ | ----------- | -------------- | -------------- | --- |
| Anyolit                           | Mineralgemenge aus Zoisit (grün), Rubin (rot) und teilweise Amphibol (schwarz) | –           | –              | –              | - Anyolit ohne Amphibol - Anyolit mit Amphibol - Kugelschliff |
| Chalcedon, Achat                  | Quarz                                                                          | 7           | 2,6 bis 2,8    | trigonal       | - Weißer Chalcedon - Blaugrauer Chalcedon - Bänderachat (vielfarbig) - Karneol (rot-weiß bis orange-weiß) - Onyx / Sardonyx (braun-weiß bis schwarz-weiß) - Moosachat |
| Chrysoberyll                      | Beryllium-Aluminium-Oxid                                                       | 8,5         | 3,70 bis 3,78  | orthorhombisch | - gelb - gelb, oval facettiert - grün - grün, oval facettiert - bräunlich - farblos |
| Coelestin                         | Strontiumsulfat                                                                | 3 bis 3,5   | 3,9            | orthorhombisch | - farblos - rosa - blau |
| Danburit                          | Calcium-Bor-Silikat                                                            | 7 bis 7,25  | 2,93 bis 3,02  | orthorhombisch | - farblos - bernsteingelb, roh und facettiert - blau - irisierend |
| Datolith                          | Calcium-Bor-Silikat                                                            | 5 bis 5,5   | 2,96 bis 3,00  | monoklin       | - farblos - rosarot - grün - blau |
| Farbiger Diamant „Fancy Diamonds“ | Kohlenstoff                                                                    | 10          | 3,52           | kubisch        | - schwach gelblich - gelborange - rosa, facettiert - grün, facettiert (Dresdner Grüner Diamant) - blau, facettiert (Hope-Diamant) - schwarz |
| Edelkoralle                       | Calciumcarbonat                                                                | 3 bis 4     | 2,60 bis 2,70  | trigonal       | - rot - weiß - rote Korallenkette |
| Epidot                            | Calcium-Aluminium-Eisen-Silikat                                                | 6 bis 7     | 3,38 bis 3,49  | monoklin       | - bräunlich - grünlichgelb - gelblichgrün - dunkelgrün - fast farblos - Grüner Epidot im Treppenschliff |
| Euklas                            | Beryllium-Aluminium-Silikat                                                    | 7,5         | 2,99 bis 3,1   | monoklin       | - farblos - weiß - hellgrün und hellblau - dunkelblau |
| Granate                           | verschiedene Silikate                                                          | 6,5 bis 7,5 | 3,5 bis 4,3    | kubisch        | - Almandin (Melanit), schwarz - Andradit, braun - Almandin, dunkelrot - Grossular, rot - Grossular, rosa - Grossular, pink - Grossular, orange - Andradit, gelb - Andradit, hellgrün bis gelbgrün - Andradit, hellgrün - Grossular, dunkelgrün - roter Granat, in verschiedenen Schliffen facettiert - Rosa Pyrop, Antikschliff |
| Jaspis                            | Quarz                                                                          | 6,5 bis 7   | 2,58 bis 2,91  | trigonal       | - Buntfarbig gestreifter Jaspis - Von Quarzadern durchzogener, roter Jaspis - Sphäroidischer, grüner Jaspis - Dalmatinerstein in Eiform (Glattschliff) |
| Saphir                            | Korund                                                                         | 9           | 3,9 bis 4,1    | trigonal       | - Leukosaphir (farblos) - rosa - Padparadscha (orange) - grün und hellgelb - dunkel- gelb - blau |
| Spinell                           | Magnesiumaluminat                                                              | 7,5 bis 8   | 3,6 bis 4,1    | kubisch        | - rot - rosa - grün, facettiert - himmelblau - dunkelblau - violett - schwarz |
| Spodumen                          | Lithium-Aluminium-Silikat                                                      | 6,5 bis 7   | 3,03 bis 3,23  | monoklin       | - Kunzit (rosa bis violett) - Triphan (farblos bis gelblich) - Hiddenit (grünlich) - Spodumen zonar mehrfarbig |
| Topas                             | Aluminiumsilikat                                                               | 8           | 3,5 bis 3,6    | orthorhombisch | - farblos - gelb - rosenrot - champagnerfarben - bernsteinfarben - goldbraun - hellgrün - blau - farblos, Herztropfen facettiert - blau, Brillantschliff - „Imperial Topas“ (orangerot), oval facettiert |
| Turmalingruppe                    | Silikat                                                                        | 7 bis 7,5   | 3 bis 3,2      | trigonal       | - farblos (Achroit, Elbait) - rosa bis rot (Rubellit, Elbait) - gelblichbraun (Dravit) - Verdelith (Elbait, grün) - blau (Indigolith, Elbait) - dunkelbraun bis schwarzbraun (Buergerit) - schwarz (Schörl) - Verschiedenfarbige Turmaline im Cabochonschliff                                                                   |
| Vesuvianit                        | komplexe Silikatverbindung                                                     | 6 bis 7     | 3,32 bis 3,47  | tetragonal     | - hellgrün - dunkelgrün - rosa - rot - bräunlichgelb - grüner Trommelstein |
| Zirkon                            | Zirconium-Silikat                                                              | 6,5 bis 7,5 | 4,6 bis 4,7    | tetragonal     | - grauweiß - rot (Hyazinth) - rotbraun (Hyazinth) - hellgelb (Jargon) - grünlichgelb - braun, Antikschliff - verschiedene Farben (hellrot, gelb, hellblau, rosa, blassgelb, dunkelrot, 2× farblos), Brillantschliff |
| Zultanit (Handelsname)            | Diaspor                                                                        | 6,5 bis 7   | 3,3 bis 3,5    | orthorhombisch | - farblos - goldgelb - rosa Quadrat, facettiert - Oval, facettiert mit Farbwechsel von weingelb nach grün |

## Schmucksteine mit optischen Effekten

### Asterismus
Der sogenannte Asterismus, auch Sternglanz oder Sterneffekt, tritt bei Schmucksteinen auf, in denen feine, an der jeweiligen Kristallstruktur ausgerichtete Kristallnadeln eingelagert sind.

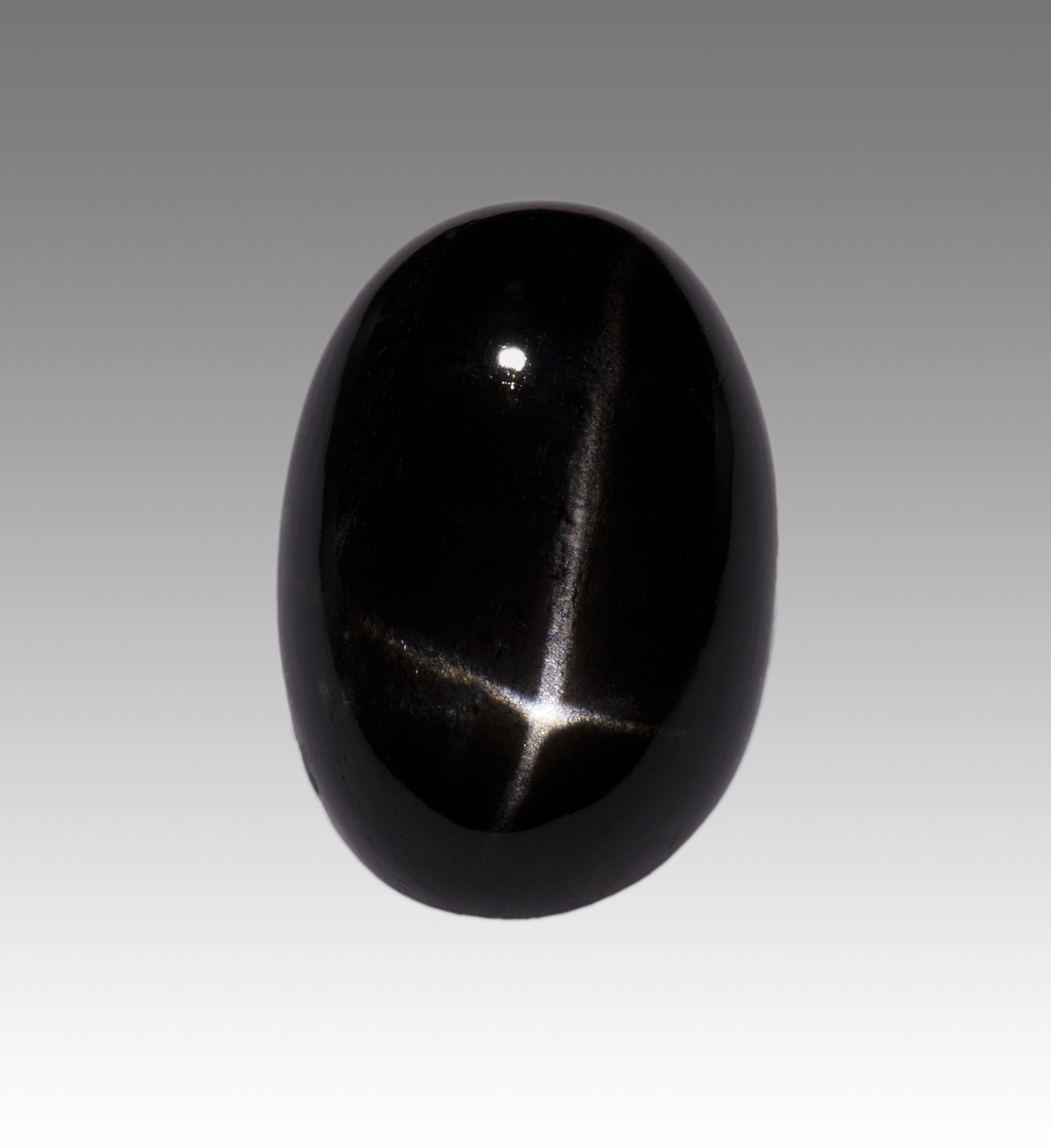
Stern-Diopsid
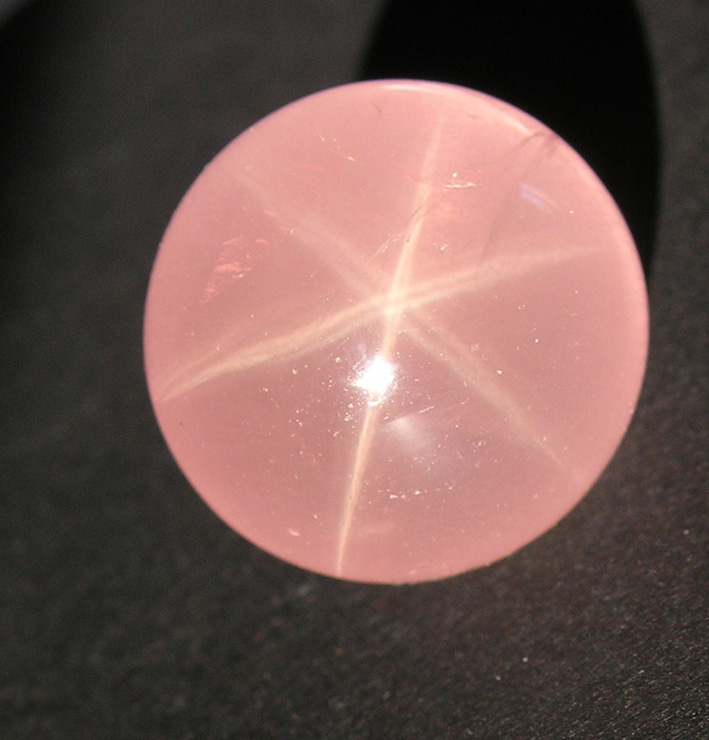
Sternquarz
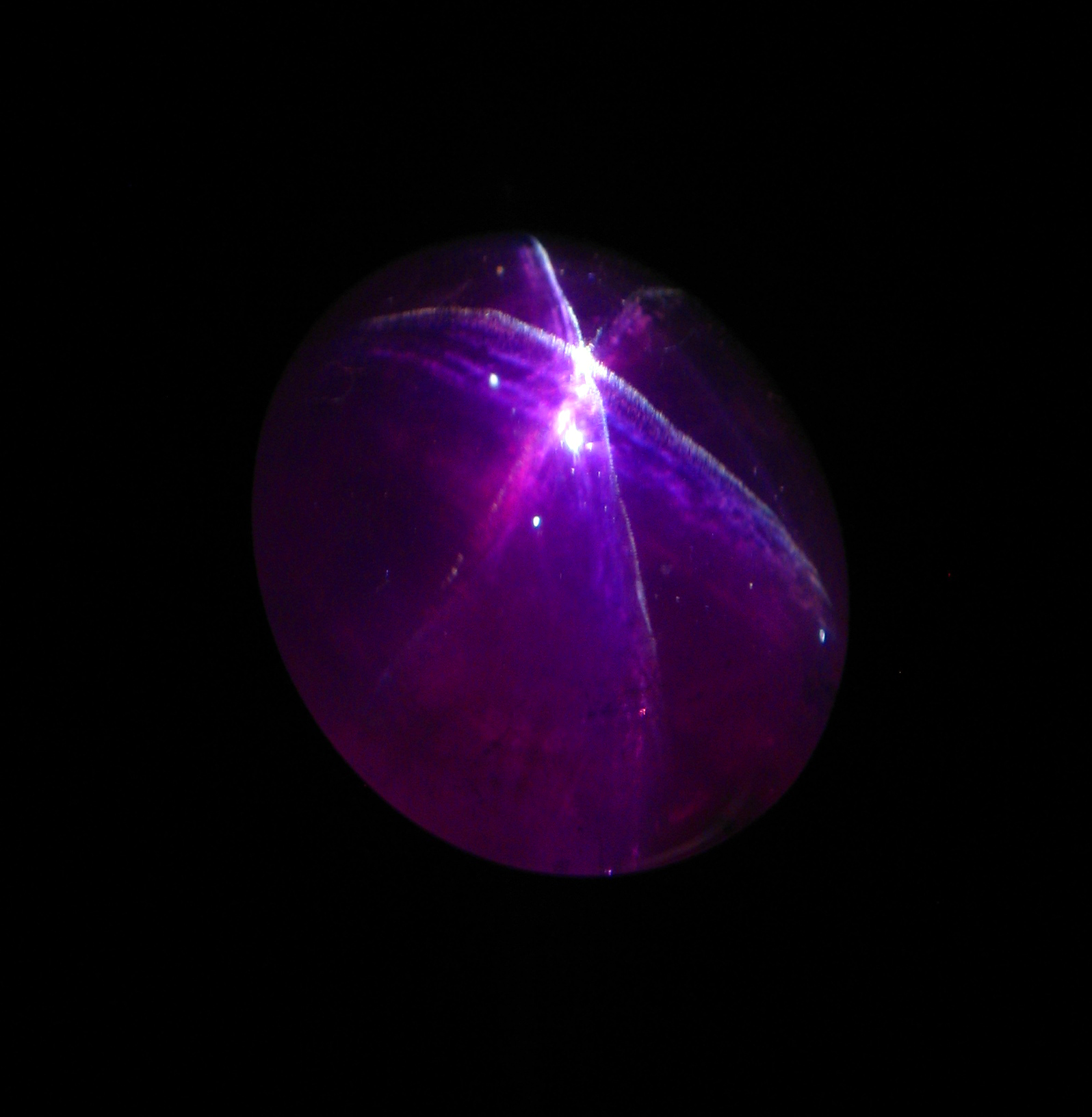
Sternrubin
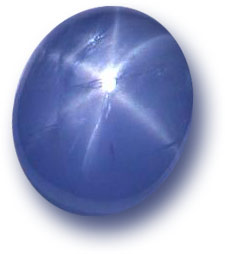
Sternsaphir

### Chatoyance
Chatoyance oder auch Katzenaugeneffekt zeigt sich bei verschiedenen Schmucksteinen, die aus parallel ausgerichteten Kristallfasern bestehen oder solche eingelagert haben. Sie zeigen im Cabochonschliff auf der seidenglänzenden Oberfläche einen hellen Lichtstreifen, der bei Bewegung über den Stein wandert. Bei allen Schmucksteinen mit Katzenaugeneffekt außer beim Chrysoberyll muss die jeweilige Mineralart vorangestellt werden.

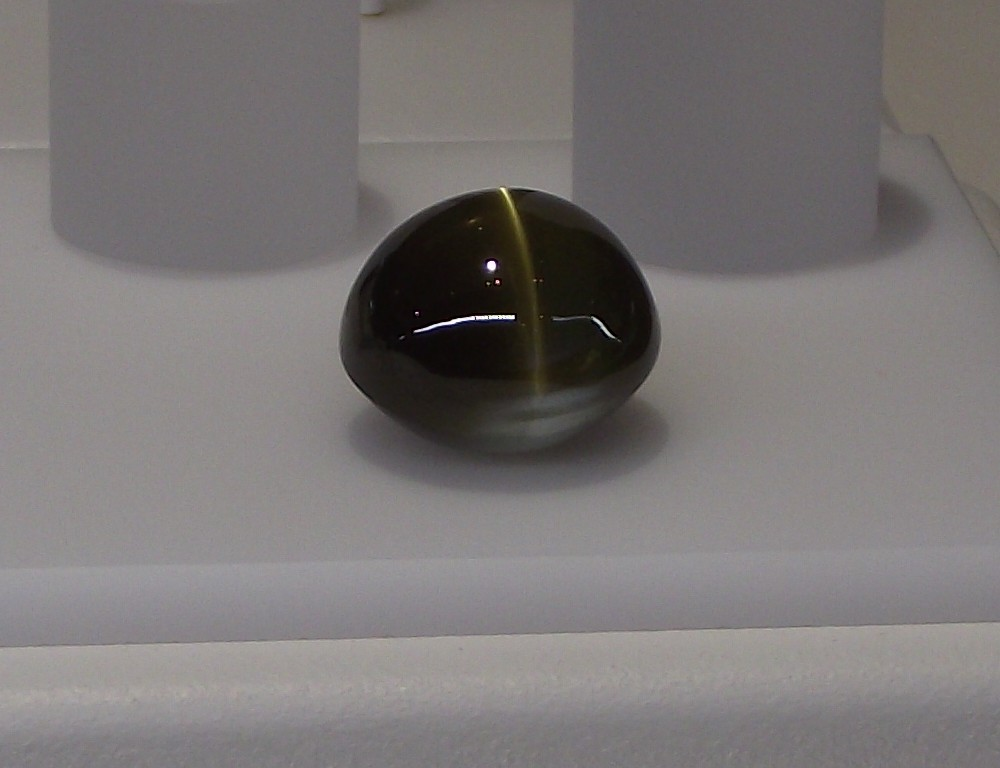
(Chysoberyll-)Katzenauge
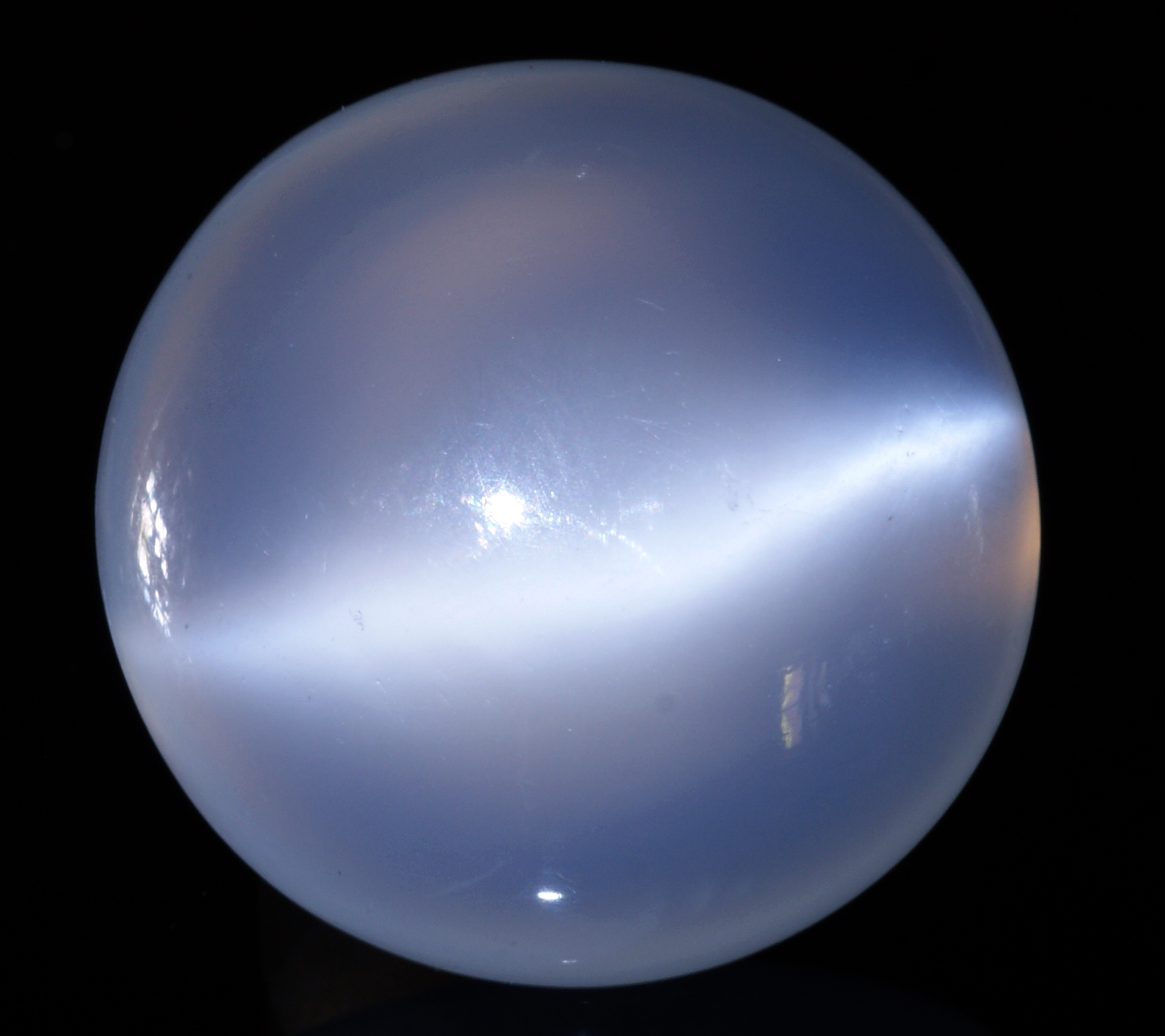
Mondstein-Katzenauge
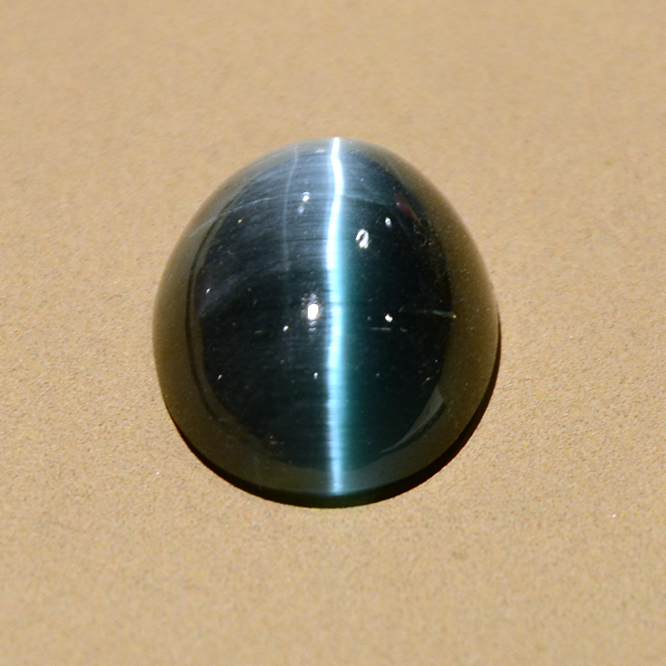
Turmalin-Katzenauge

Weitere Schmucksteine, die den Katzenaugeneffekt aufweisen können, sind unter anderem Ulexit, Falken- und Tigerauge.

### Andere
| Name                             | Mineralart / Varietät von | Mohshärte   | Dichte (g/cm³) | Kristallsystem                | Optischer Effekt                                                                 | Bild |
| -------------------------------- | ------------------------- | ----------- | -------------- | ----------------------------- | -------------------------------------------------------------------------------- | --- |
| Alexandrit                       | Chrysoberyll              | 8,5         | 3,70 bis 3,78  | orthorhombisch                | Changieren, Alexandrit-Effekt                                                    | |
| Falkenauge/Tigerauge             | Quarz und Krokydolith     | 6 bis 7     | 2,64 bis 2,71  | trigonal                      | Flächenschiller, starker Seidenglanz                                             | - Falkenauge, Rohstein - Falkenauge, verschiedene Trommelsteine - Tigerauge, Rohstein - Tigerauge, verschiedene Trommelsteine |
| Feuerachat                       | Achat                     | 7           | 2,6 bis 2,8    | trigonal                      | Opaleszenz                                                                       | |
| Labradorit/Spektrolith           | Plagioklas                | 6 bis 6,5   | 2,8            | triklin                       | Labradoreszenz (Labradorisieren), irisierendes Farbenspiel in metallischem Glanz | - Spektrolith - Cabochon |
| Mondstein (Adular)               | Orthoklas                 | 6 bis 6,5   | 2,56 bis 2,59  | monoklin                      | Adulareszenz                                                                     | - verschiedene Rohsteine - Cabochon                                                                                           |
| Opal                             | Siliciumdioxid            | 5,5 bis 6,5 | 2,0 bis 2,2    | röntgenamorph/lichtkristallin | Opaleszenz                                                                       | - Heller Opal - Dunkler Opal - Boulder-Opal - Weißer Opal, Cabochon - Schwarzer Opal, Cabochon                                |
| Sonnenstein (Aventurin-Feldspat) | Oligoklas                 | 6 bis 6,5   | 2,6            | triklin                       | rotes, metallisches Glitzern (Aventurisieren)                                    | - Trommelstein - Cabochon |